# Emanuel Zisman
Emanuel Zisman (en hébreu : עמנואל זיסמן), né le 11 février 1935 à Plovdiv, en Bulgarie – mort le 11 novembre 2009, est un homme politique israélien, membre du Parti travailliste. Il a été membre de la Knesset de 1988 à 1999.
En 1996, il fonde le parti Troisième Voie avec Avigdor Kahalani.
Emanuel Zisman a été ambassadeur d’Israël en Bulgarie de 2000 à 2002.